# Hans J. Salter
Hans Julius Salter (Vienna, 14 gennaio 1896 – Los Angeles, 23 luglio 1994) è stato un compositore austriaco naturalizzato statunitense, noto principalmente per aver musicato centinaia di film dell'orrore della Universal Pictures.

## Biografia
Iscrittosi all'Accademia di Musica di Vienna, studiò composizione con Alban Berg e Franz Schreker.
Nel 1937 emigrò negli Stati Uniti e, sotto contratto alla Universal Pictures, vi rimase per 30 anni in veste di musical director. In questi tre decenni si dedicò alla composizione, arrangiamento e direzione orchestrale di centinaia di partiture per i film prodotti dalla casa cinematografica, specializzandosi in film dell'orrore, fantascientifici, western, commedie, ecc...
Lavorò componendo spesso a quattro mani con il collega Frank Skinner, creando partiture per titoli quali L'uomo lupo (The Wolf Man, 1941) e Il ritorno dell'uomo invisibile (The Invisible Man Returns, 1940), per il quale compose uno splendido tema d'amore.
Nel 1942 compose la prima partitura completamente sua per Il terrore di Frankenstein (Ghost of Frankenstein), noto in Italia anche con il titolo Il fantasma di Frankenstein.
Prolifico compositore, morì a 98 anni pressoché dimenticato, senza raggiungere la celebrità di altri suoi colleghi quali Max Steiner, Erich Wolfgang Korngold, Bernard Herrmann, Franz Waxman, Alfred Newman o Dimitri Tiomkin.
Negli anni Novanta, tuttavia, la Naxos Records pubblica alcuni album dedicati alle partiture cinematografiche del duo Salter-Skinner: l'arrangiatore e compositore John W. Morgan e il direttore d'orchestra William T. Stromberg hanno inciso con la Moscow Symphony Orchestra le musiche di alcuni film della Universal in prima registrazione mondiale composte dai due infaticabili musicisti.

## Riconoscimenti
Hans J. Salter e Charles Previn ottennero la candidatura all'Oscar alla migliore colonna sonora del 1943 (sezione Musical) per le musiche del film La prima è stata Eva.

## Discografia (Selezione)
- Hans J. Salter & Frank Skinner: Son Of Frankenstein, Invisible Man Returns, The Wolfman - Marco Polo (Naxos Records)
- Hans J. Salter & Frank Skinner: Ghost Of Frankenstein, Sherlock Holmes And The Voice Of Terror, Son Of Dracula, Man Made Monster, Black Friday - Marco Polo (Naxos Records)
- Hans J. Salter & Paul Dessau: House Of Frankenstein - Marco Polo (Naxos Records)

## Filmografia parziale
- Notti sul Bosforo (Der Mann, der den Mord beging), regia di Kurt Bernhardt (1931)
- L'Homme qui assassina, regia di Kurt Bernhardt (Curtis Bernhardt) e Jean Tarride (1931)
- Der wahre Jakob, regia di Hans Steinhoff (1931)
- Il primo bacio (First Love), regia di Henry Koster (1939)
- Man from Montreal, regia di Christy Cabanne (1939)
- Il ritorno dell'uomo invisibile (The Invisible Man Returns), regia di Joe May (1940)
- Enemy Agent, regia di Lew Landers (1940)
- La prima è stata Eva (It Started with Eve), regia di Henry Koster - musiche originali (1941)
- California (Can't Help Singing), regia di Frank Ryan (1944)
- La rivolta delle recluse (Women's Prison), regia di Lewis Seiler (1955)
- Io non sono una spia (Three Brave Men), regia di Philip Dunne (1956)
- Foglie d'autunno (Autumn Leaves), regia di Robert Aldrich (1956)
- La legge del fucile (Day of the Bad Man), regia di Harry Keller (1958)
- Pistole roventi (Gunpoint), regia di Earl Bellamy (1966)